# メプロバメート
メプロバメート（Meprobamate）とは、非バルビツール酸系の初のトランキライザー（精神安定剤）である。アメリカではミルタウン、エクワニル、日本ではアトラキシンの商品名で知られる。1950年代に、安全性に懸念のあったバルビツール酸系のフェノバルビタールに代わって、習慣性がないとして販売された。しかし依存や乱用が問題となり販売中止に至った。向精神薬に関する条約におけるスケジュールIVの薬物である。

## 沿革
フランク・バーガーは、イギリスの製薬会社にて化学者のウィリアム・ブラッドリーと共にグラム陰性菌に効く薬を探しており、フェノキセトールの誘導体の試験でマウスの筋力が失われたことを発見した。バーガーは、研究中のこの運動能力低下・筋弛緩作用をTranqulizingとした。バーガーがこの用語を用いたのは、1946年のことである。（トランキライザーの語を造語したのはヨンクマンである。トランキライザー参照）
1949年に、アメリカに移住したバーガーは、カーター・プロダクツ社のウォレス研究所にて、会社よりメフェネジンのような化合物の開発が望まれていた。会社の指示により1950年5月には、ベルニー・ルードヴィッヒが新しい化合物を作り出し、これが後にメプロバメートを生み出した。バーガーは、メプロバメートに確信を抱いており、ウォレス研究所での権限を用いてあらゆる措置を実行していき、それは臨床試験や、動物実験、またサルが鎮静させられる映像さえも作成した。ワイス（現・ファイザー）の人物が訪問しその映像を見て興味を示し、ワイスにライセンスを販売するという考えまで起こっていた。
1955年には、ウォレス研究所からは、研究所のあったニュージャージー州ミルタウンをとってミルタウンの商品名で、ライセンスを得たワイスからはエクワニルの名で発売された。多くの雑誌が、ハッピーピル、心の平和の薬などとしてとりあげ、爆発的に販売された。薬局は「ミルタウン売り切れ」「ミルタウン明日入荷」といった張り紙さえした。世界保健機関による薬物の専門委員会の1957年の、報告書では静穏剤（Traquilizing Drug）、アタラシックなどが非常に急速に使用量が増えて、バルビツール酸系と似た離脱症状が生じているという報告がなされている。
日本では、1956年に第一製薬（現・第一三共）のアトラキシンが初のトランキライザーとして登場。翌年には1億円の広告費が投入されて5億円の売上が記録されるなど代表的な薬となった。これに続きエリナ、ハーモニンといった商品も含め20種ほど販売された。日本の新聞においても、文化病・都会病、ノイローゼの薬として広告され、主婦のイライラや赤子の夜泣きへの効能が謳われている。1959年に厚生省保険局が乱用や依存の危険性のため、メプロバメートを「使用制限通牒」の対象としたが、一般の新聞などでの警告記事はなく医療関係者以外には伝わらなかった。1961年には薬事法による習慣性医薬品の指定が行われ、メプロバメートなど一部が指定された。この習慣性医薬品の措置は形骸化しており、1970年代の国会でもいまだ青少年による乱用について話し合われ、1971年にもメプロバメートはいまだ市販状態で手に入った。記事報道もなされ、第一製薬はアトラキシンの出荷を停止し、1971年12月27日には厚生省は精神安定剤すべてを指定医薬品に指定した。そして市場から姿を消していった。
スターンバックが似たような薬を開発し、これは後にベンゾジアゼピン系の薬となる。